# Cristiano Thomsen
Cristiano Thomsen, primeiro e único barão de Thomsen (1830 — 1898), foi um nobre brasileiro.
Era negociante no Rio Grande do Sul e em Nova Iorque. Foi agraciado barão em 28 de junho de 1876, era comendador da Imperial Ordem da Rosa.